# Side Effects
«Side Effects» (en español Efectos Secundarios) es una canción grabada por la cantante Mariah Carey para su undécimo álbum E=MC² (2008). La composición se acredita a Carey, J. Jenkins, Johnson y Scott Storch, además cuenta con la colaboración vocal del rapero Young Jeezy.
La canción fue una de las más alabadas por los críticos, Jennifer Vineyard de Mtv dijo que la canción tenía el poder de una balada rock y la comparó con el estilo musical de Bonnie Tyler y Pat Benatar. El crítico Stephen Thomas Erlewine de Allmusic la marcó cómo un "Track pick" (pistas sobresalientes).
En "Side Effects", Carey habla acerca de su matrimonio con Tommy Mottola y lo describe cómo un infierno privado por el abuso emocional que vivió durante ese tiempo y que los "efectos secundarios" aún persisten.

## Recepción
A pesar de que no ha sido lanzado oficialmente cómo sencillo, "Side Effects" logró aparecer en el número 93 en el Billboard Hot 100 una semana después del lanzamiento del álbum, por sus masivas descargas digitales.

## Posicionamiento
| Listas (2008)           | Posición Alcanzada |
| ----------------------- | ------------------ |
| EE.UU Billboard Hot 100 | 93                 |